# Хронологія історії України
Див. розділи:
- Хронологія історії України — 1 (Доісторична, антична доба і середньовіччя) (1 млн р. до н. е. — 1500 р.)
- Хронологія історії України — 2 (Козаччина і Руїна) (1500 р. — 1700 р.)
- Хронологія історії України — 3 (Російська експансія) (1700 р. — 1900 р.)
- Хронологія історії України — 4 (XX століття) (1900 р. — 1990 р.)
- Хронологія історії України — 5 (доба незалежності) (1990 р. — н.ч.)

- Збройні конфлікти в історії України